# Goran Grkinić
Goran Grknić (Paraćin, 1979. június 1. –) szerb labdarúgó, korábban a Kecskeméti TE játékosa, hátvéd. Korábban Szerbiában és Cipruson játszott. Szerepelt hazája U21-es válogatottjában.

## Külső hivatkozások
- adatlap
- adatlap
- adatlap